# (Pronounced 'Lĕh-'nérd 'Skin-'nérd)
(Pronounced 'Lĕh-'nérd  'Skin-'nérd) je prvi album sastava Lynyrd Skynyrd. Zanimljivost ovog albuma je naslovnica sa 7 članova albuma, iako ih je ustvari bilo 6. Naime, Leon Wilkeson je napustio sastav prije završetka albuma. 
Poznati hitovi albuma su Simple Man, Tuesday's Gone i Free Bird.

## Popis pjesama

### Prva strana
1. „I Ain't the One” – 3:53
2. „Tuesday's Gone” – 7:32
3. „Gimme Three Steps” – 4:30
4. „Simple Man” – 5:57

### Druga strana
1. „Things Goin' On” – 5:00
2. „Mississippi Kid” – 3:56
3. „Poison Whiskey” – 3:13
4. „Free Bird” – 9:06

### Dodatne pjesme na izdanju iz 2001.
1. „Mr. Banker” (Demo) – 5:23
2. „Down South Jukin'” (Demo – 2:57
3. „Tuesday's Gone” (Demo) – 7:56
4. „Gimme Three Steps” (Demo) – 5:20
5. „Free Bird” (Demo) – 11:09

## Osoblje
Lynyrd Skynyrd
- Ronnie Van Zant - vokali
- Gary Rossington - solo i ritam gitara
- Allen Collins - solo gitara
- Ed King - solo gitara, bas-gitara
- Billy Powell - klavijature
- Bob Burns - bubnjevi
- Leon Wilkeson - bas-gitara